# Nakamun Park
Nakamun Park est un village d'été (summer village) du Comté de Lac Sainte-Anne, situé dans la province canadienne d'Alberta.

## Démographie
En tant que localité désignée dans le recensement de 2011, Nakamun Park a une population de 36 habitants dans 18 de ses 138 logements, soit une variation de -59,1 % avec la population de 2006. Avec une superficie de 0,405 9 km2, le village d'été possède une densité de population de 88,691 8 hab/km2 en 2011.
Concernant le recensement de 2006, Nakamun Park abritait 88 habitants dans 47 de ses 140 logements. Avec une superficie de 0,405 9 km2, Nakamun Park possédait une densité de population de 216,8 hab/km2 en 2006.
| 2001 | 2006 | 2011 | 2016 |
| ---- | ---- | ---- | ---- |
| 31   | 88   | 36   | 96   |